# Pelagopenaeus balboae
Pelagopenaeus balboae is een tienpotigensoort uit de familie van de Penaeidae. De wetenschappelijke naam van de soort is voor het eerst geldig gepubliceerd in 1893 door Faxon.